# Български глас (1879 – 1883)
Вижте пояснителната страница за други значения на Български глас.
„Български глас“ е български консервативен вестник, издаван от 1879 до 1883 година в София, България.
Излиза 2 пъти в седмицата, като помества статии и на френски език. Издаването на вестника е организирано от Константин Иречек и Константин Стоилов, а финансирането е осигурено от Иван Хаджиенов. Главен редактор е Григор Начович, а в редакцията влизат Димитър Агура, Петко Горбанов, Добри Ганчев, Тодор Икономов. След спирането на „Витоша“, „Български глас“ става официален орган на Консервативната партия. Полемизира с либералите и с вестник „Работник“. Защитава ограничаване на политическото участие на народа и Преврата от 1881 г. След възстановянето на Търновската конституция спира.